# Třída Róisín
Třída Róisín je třída oceánských hlídkových lodí irského námořnictva. Jako platforma pro oceánská hlídková lodě byl vybrán typ PV 80 anglického loděnice Appledore Shipbuilders, který řazená do verze 7 080 od kanadské konstrukční firmy Kvaerner Masa Marine. Celkem byly postaveny dvě jednotky této třídy. Jejich hlavním úkolem je ochrana výlučného námořního ekonomického pásma Irska a operace ve vodách Atlantiku. Základnou obou plavidel je Cork.

## Stavba
Obě dvě jednotky třídy postavila loděnice Appledore Shipbuilders v Appledore v Devonu. První jednotka byla objednána roku 1997 a druhá roku 2000.
Jednotky třídy Róisín:
| Jméno           | Spuštěna       | Vstup do služby   | Status  |
| --------------- | -------------- | ----------------- | ------- |
| LÉ Róisín (P51) | 13. září 1999  | 15. prosince 1999 | aktivní |
| LÉ Niamh (P52)  | 10. února 2001 | 18. září 2001     | aktivní |

## Konstrukce

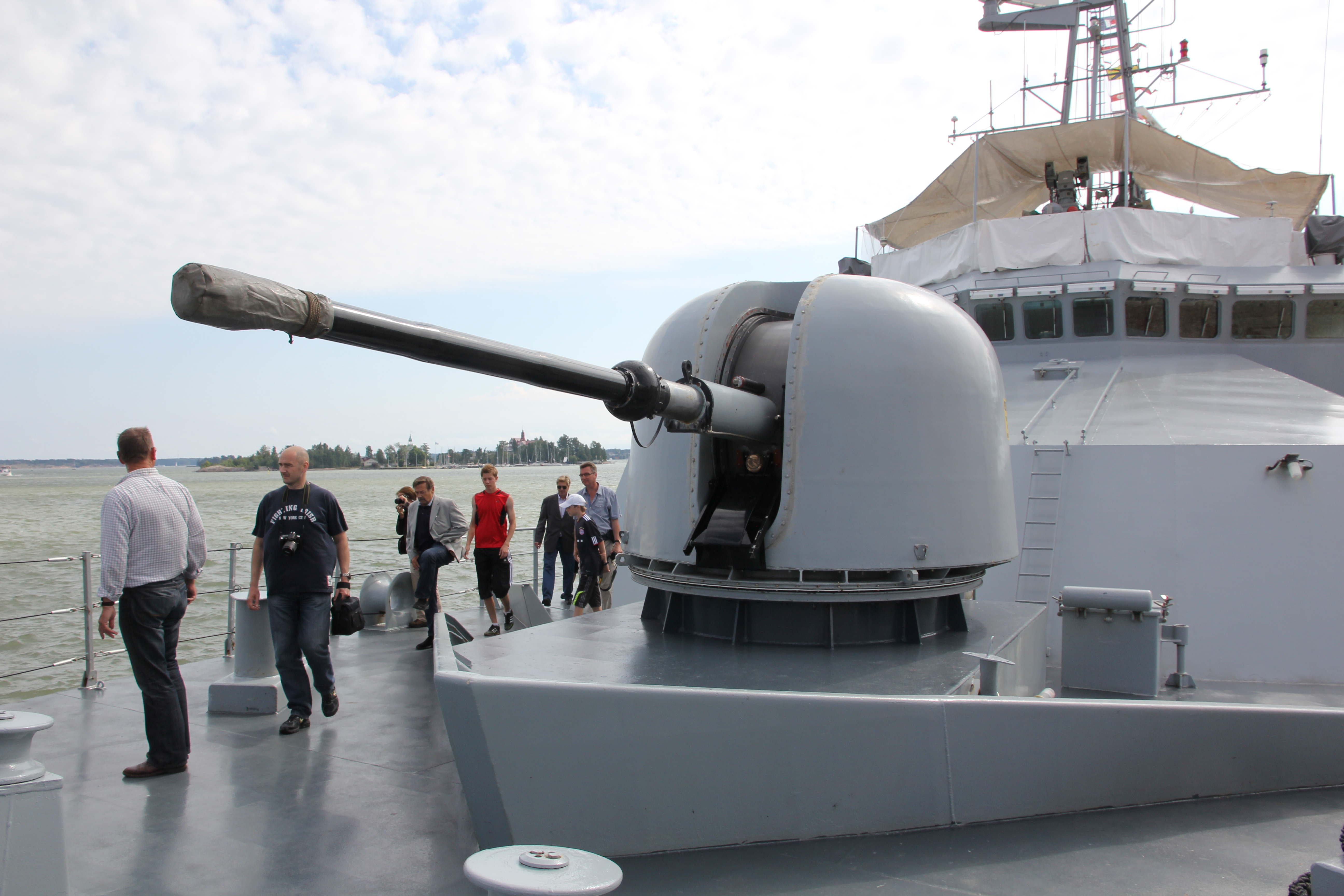
76mm kanón OTO Melara Compact

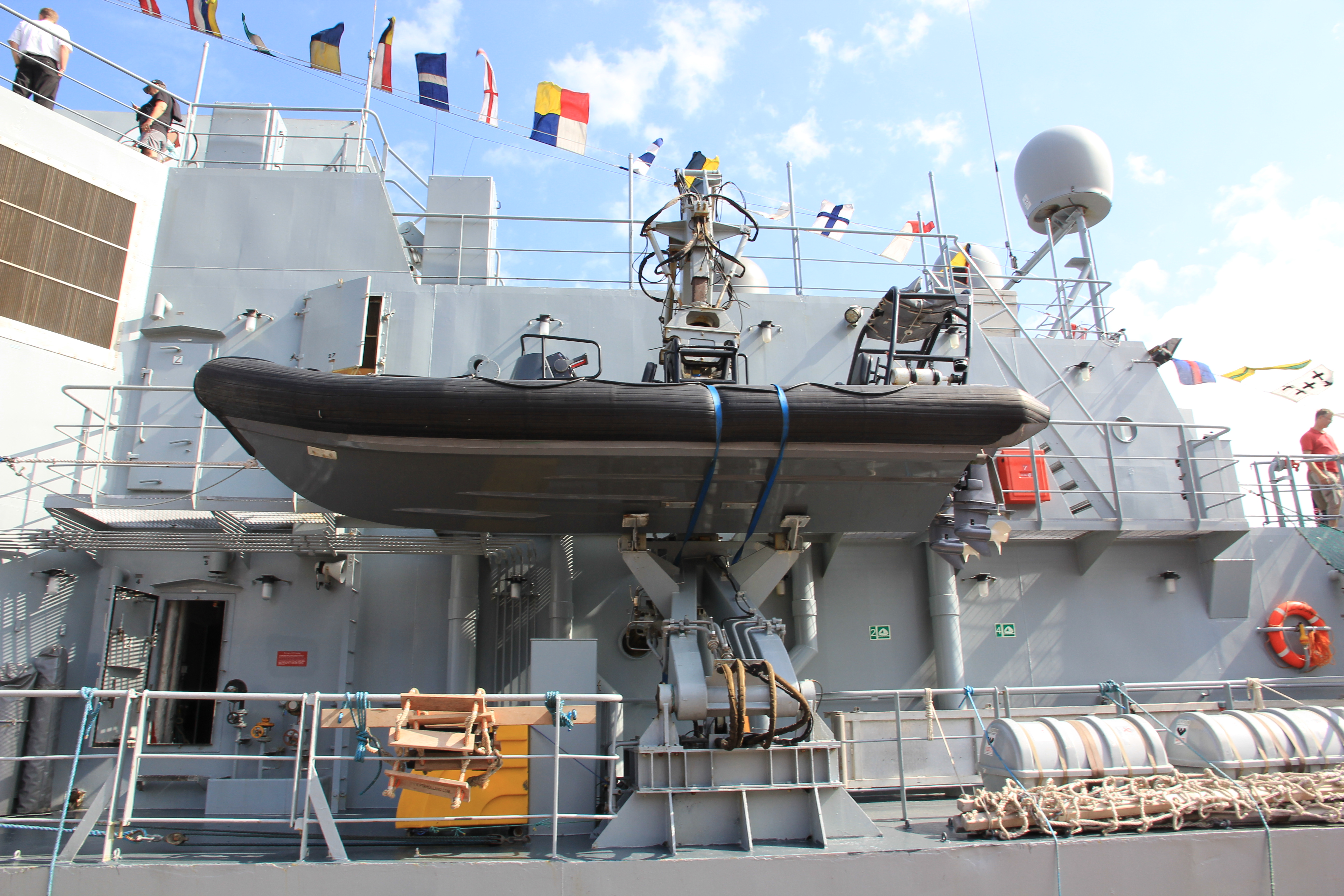
Inspekční člun

Trup plavidel je zhotoven z oceli. Elektroniku tvoří například vyhledávací a navigační radary Kelvin Hughes a optotroniku Radamec 1500. Výzbroj tvoří jeden 76mm kanón OTO Melara Compact, dva 20mm kanóny Rheinmetall Rh 202 a dva 12,7mm kulomety M2 Browning. Osobní zbraně posádky tvoří pistole ráže 9 mm a kulomety ráže 7,62 mm. Plavidla nesou tři rychlé inspekční čluny RHIB – dva o délce 6,5 m a jeden o délce 5,4 m. Pohonný systém tvoří dva diesely Wärtsilä 16V26, každý o výkonu 6 700 hp, pohánějící prostřednictvím dva převodovek dva lodní šrouby se stavitelnými lopatkami John Crane-Lips. Manévrovací schopnosti zlepšuje příďové dokormidlovací zařízení se stavitelnou lopatkou Brunvoll FU 45 o výkonu 450 hp. Nejvyšší rychlost je 23 uzlů. Dosah je 6 000 námořních mil při rychlosti 15 uzlů.